# قدم‌زدن با دشمن
قدم‌زدن با دشمن (به انگلیسی: Walking with the Enemy) فیلمی محصول سال ۲۰۱۴ و به کارگردانی مارک اشمیت است. در این فیلم بازیگرانی همچون یوناس آرمسترانگ، هانا توینتون، بن کینگزلی، سایمون کونز، بورن گورمن، شین تیلر و ویلیام هوپ ایفای نقش کرده‌اند.